# اردک‌ها، نیوبری پویرت
اردک‌ها، نیوبری پویرت یک رمان منتشر شده در سال ۲۰۱۹ است که توسط نویسنده انگلیسی لوسی المان نوشته شده‌است. این رمان به سبک روایت شعور آگاهی نوشته شده‌است، و بیشتر شامل یک جمله واحد است و بیش از ۱۰۰۰ صفحه دارد و برنده جایزه ادبی گلداسمیت ۲۰۱۹ و در لیست جایزه بوکر ۲۰۱۹ قرار گرفت.